# Bartłomiej Neroj
Bartłomiej Neroj (ur. 22 listopada 1984 w Tomaszowie Mazowieckim) – polski siatkarz, grający na pozycji rozgrywającego. 
Najdłużej grał w bełchatowskim klubie. Po wyjeździe z Bełchatowa przez 3 lata występował w zespole AZS Politechnika Warszawska, a następnie przez rok w I-ligowym GTPS-ie Gorzów Wielkopolski. W 2012 roku został zawodnikiem Czarnych Radom.
W 2005 roku brał udział w Uniwersjadzie. Na swoim koncie ma również występy w kadrze B polskiej reprezentacji. Powoływany także do szerokiej kadry A.

## Sukcesy klubowe
Puchar Polski:
- 2005, 2006, 2007

Mistrzostwo Polski:
- 2005, 2006, 2007, 2008

Liga Mistrzów:
- 2008

I liga:
- 2013
- 2018

II liga:
- 2017

## Sukcesy reprezentacyjne
Mistrzostwa Świata Juniorów:
- 2003